# Coeburn
Coeburn és una població dels Estats Units a l'estat de Virgínia. Segons el cens del 2000 tenia 1.996 habitants.

## Demografia
Segons el cens del 2000, Coeburn tenia 1.996 habitants, 810 habitatges, i 575 famílies. La densitat de població era de 375,9 habitants per km².
Dels 810 habitatges en un 29,6% hi vivien nens de menys de 18 anys, en un 50,2% hi vivien parelles casades, en un 16,3% dones solteres, i en un 28,9% no eren unitats familiars. En el 26% dels habitatges hi vivien persones soles l'11,6% de les quals corresponia a persones de 65 anys o més que vivien soles. El nombre mitjà de persones vivint en cada habitatge era de 2,44 i el nombre mitjà de persones que vivien en cada família era de 2,92.
Per edats la població es repartia de la següent manera: un 22,5% tenia menys de 18 anys, un 9,4% entre 18 i 24, un 28,6% entre 25 i 44, un 23,9% de 45 a 60 i un 15,6% 65 anys o més.
L'edat mediana era de 39 anys. Per cada 100 dones de 18 o més anys hi havia 90,5 homes.
La renda mediana per habitatge era de 25.025 $ i la renda mediana per família de 28.929 $. Els homes tenien una renda mediana de 30.682 $ mentre que les dones 17.202 $. La renda per capita de la població era de 12.802 $. Entorn del 17% de les famílies i el 20,5% de la població estaven per davall del llindar de pobresa.

## Poblacions més properes
El següent diagrama mostra les poblacions més properes.